# Northern Lights
"Northern Lights" fue el nombre usado por el supergrupo de músicos canadienses, quienes bajo el talento en la producción de Bruce Allen, grabaron en 1985 el sencillo "Tears Are Not Enough", para recaudar fondos para mitigar la hambruna en Etiopía. 
La pieza fue compuesta en conjunto por Bryan Adams, Jim Vallance y David Foster, con contribuciones  adicionales de Rachel Paiement, Paul Hyde y Bob Rock. Fue grabada el 10 de febrero de 1985 en los estudios Manta Sound en Toronto, Ontario, bajo el sello CBS Records.
A similitud de otros proyectos musicales contemporáneos como "Band Aid" (Reino Unido-Irlanda) con "Do They Know It's Christmas?" de 1984, "USA for Africa" (Estados Unidos) con "We Are the World"  grabado unas cuantas semanas más tarde en 1985, y "Hear n' Aid" (Reino Unido-Estados Unidos) con "Stars",en ese mismo año, tuvieron fines benéficos para la misma causa.
"Tears Are Not Enough" no tuvo el mismo éxito que las canciones mencionadas, y apenas apareció en listas de otros países. Sin embargo, en Canadá llegó al número uno en el Top 40 de ese año. El vídeo recibió elogios en la cadena de TV canadiense MuchMusic.
Fue incluida posteriormente como parte del LP "We Are The World", todo un éxito comercial. 
El concierto Live Aid siguió a estas producciones el 13 de julio de 1985.
Para 1990, el dinero recaudado como parte del proyecto ascendió a la suma de $3.2 millones para paliar el hambre en África. Aunque alrededor del 10% se destinó a programas alimenticios canadienses.

## Artistas participantes
A diferencia de los supergrupos musicales relacionados, los canadienses no poseían tantos artistas mundialmente reconocidos o en vigencia, sólo con algunas notables excepciones (como Bryan Adams, Geddy Lee, Neil Young, Burton Cummings. Corey Hart, Paul Anka y Mike Reno), situación que influyó significativamente en el éxito y mercadeo de la pieza.
La participación de Bryan Adams es constante y fundamental a lo largo de toda la canción, tanto como solista o como parte de los coros. 
Los vocalistas que aparecen en solitario son Gordon Lightfoot, Burton Cummings, Anne Murray, Joni Mitchell, Dan Hill, Neil Young, Bryan Adams, Corey Hart, Bruce Cockburn, Geddy Lee y Mike Reno.
Los vocalistas que aparecen en dúos o tríos con otros artistas: Liberty Silver, Carroll Baker, Ronnie Hawkins, Murray McLauchlan, Véronique Béliveau, Robert Charlebois, Claude Dubois, Don Gerrard, Salome Bey, Mark Holmes, Lorraine Segato, Lisa Dalbello, Alfie Zappacosta, Paul Hyde y Carole Pope. 
Paul Anka, John Candy, Liona Boyd, Tom Cochrane, Tommy Hunter, Kim Mitchell, Oscar Peterson, Paul Shaffer, Jane Siberry, Martha Johnson y Sylvia Tyson participan como instrumentalistas o como voces de coro.